# Séquia Reial del Xúquer
La Séquia Reial del Xúquer és un canal que pren les seues aigües del riu Xúquer a l'Assut d'Antella i passa per diferents municipis de les comarques de la Ribera Alta, Baixa i l'Horta Sud (País Valencià). Desguassa a la séquia de Favara.
La Séquia Reial del Xúquer, constituí la principal artèria del Xúquer fins a la recent construcció del Canal Xúquer-Túria, i figura com un element vertebrador de les comarques que travessa, ja que amb un recorregut de 54 quilòmetres, rega més de vint mil hectàrees i sustenta a 21 poblacions.

## Història
La construcció comença en la segona meitat del segle xiii per Jaume I, i s'amplia pel duc d'Híxar, senyor de Sollana, cinc segles més tard. La Séquia Reial va rebre aquest nom al segle xviii. Segons els historiadors, de 1258 a 1264 es deia Séquia d'Alberic i després de Séquia Reial d'Alzira fins a rebre el nom actual. La séquia es va fer en dues seccions. Entre el segle xv i el segle xviii no s'hi va obrar. La primera secció anava de l'assut d'Antella fins al terme d'Alzira. Les terres de realenc de Guadassuar i Algemesí quedaren també integrades. Però no tot va ser positiu. Entre Alzira i Cullera el Xúquer era navegable. Al minvar el nivell del riu per donar aigua a la séquia, una part del trànsit fluvial d'un cert calat va deixar de navegar. La segona secció, construïda entre 1770 i 1815, anava des del terme d'Algemesí fins al municipi d'Albal. L'obra duplicà la superfície regable amb l'aigua de la séquia. El poderós noble aragonés, Pedro de Alcántara Fernández de Híjar y Abarca de Bolea, demanà l'ampliació al Consell de Castella, amb l'argument que el rei Martí l'Humà li havia concedit el privilegi de reg el dia 16 de gener de 1404. L'any 1765 el Consell de Castella va reconèixer la concessió reial de l'antiga Corona d'Aragó.

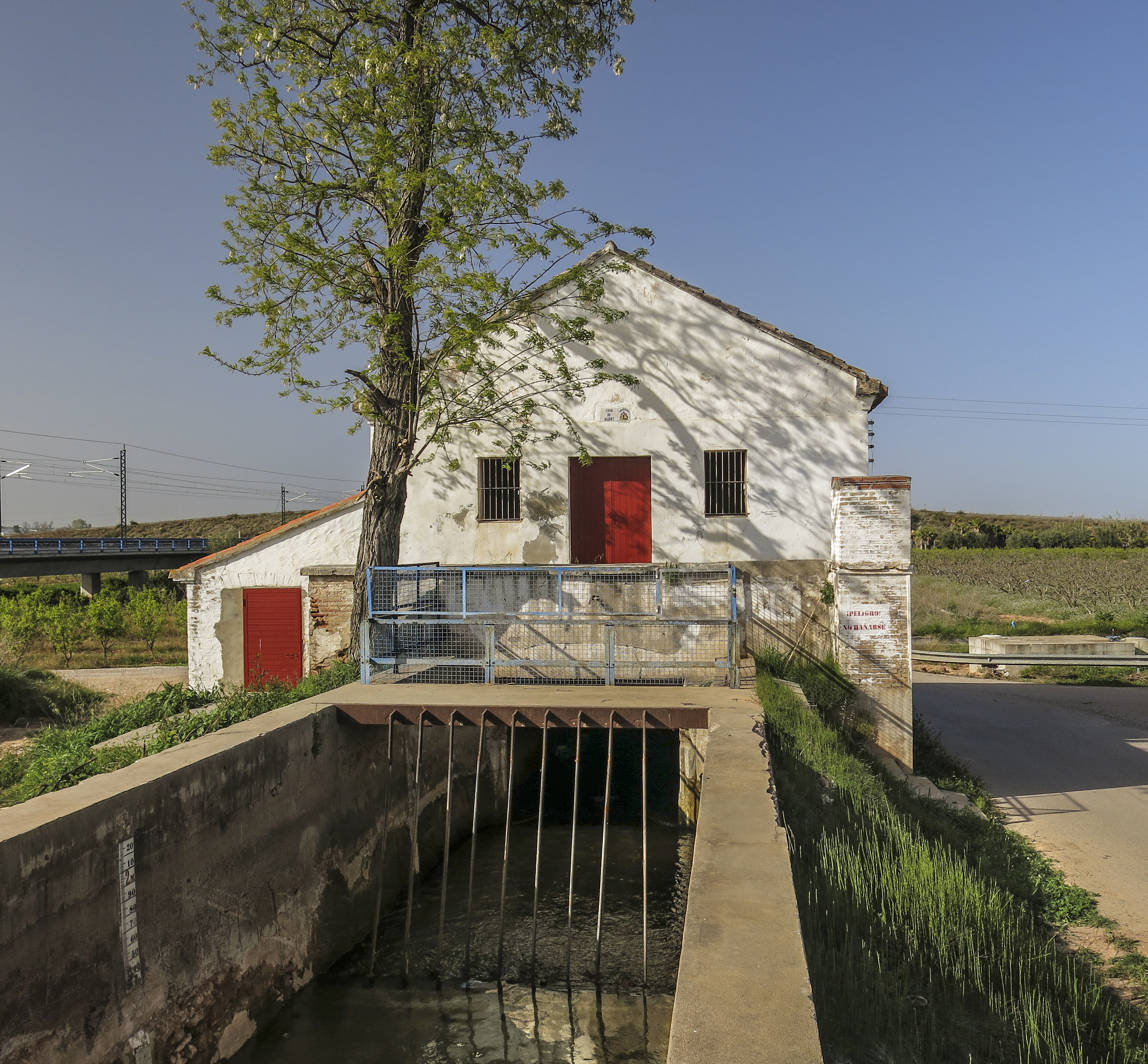
La Séquia Reial abans del barranc dels Algadins

La séquia passaria també pel terme d'Alginet. Així, l'any 1771 van començar les diligències i l'any 1772 es va fer la tasació pericial pel pas alginetí.